# Hall of Fame van het Italiaans voetbal
De Hall of Fame van het Italiaans voetbal is een lijst met namen van personen die door hun rol bepalend zijn geweest in de historie van het Italiaanse voetbal. De lijst wordt meestal in februari na het desbetreffende jaar uitgereikt. De lijst wordt sinds 2011 jaarlijks uitgebreid met namen die worden gekozen door een commissie bestaande uit afgevaardigden van Italiaanse sportmedia. Zij kiezen personen in de categorieën: Italiaanse voetballer, buitenlandse voetballer, Italiaanse trainer, Italiaans voetbalbestuurder, Italiaanse scheidsrechter, Italiaanse veteraan en postuum eerbetoon. Sinds 2014 wordt er ook een uitreiking voor Italiaanse voetbalster gedaan. In 2018 werd een Fair Play Award aan de lijst toegevoegd als eerbetoon aan de overleden voetballer Davide Astori. Datzelfde jaar werd er postuum een Speciale award uitgereikt aan sportjournalist Gianni Brera. 

## Hall of Fame
Italiaanse voetballer
- Roberto Baggio (2011)
- Paolo Maldini (2012)
- Franco Baresi (2013)
- Fabio Cannavaro (2014)
- Gianluca Vialli (2015)
- Giuseppe Bergomi (2016)
- Alessandro Del Piero (2017)
- Francesco Totti (2018)
- Andrea Pirlo (2019)
- Alessandro Nesta (2021)

Italiaanse trainer
- Marcello Lippi (2011)
- Arrigo Sacchi (2011)
- Giovanni Trapattoni (2012)
- Fabio Capello (2013)
- Carlo Ancelotti (2014)
- Roberto Mancini (2015)
- Claudio Ranieri (2016)
- Osvaldo Bagnoli (2017)
- Massimiliano Allegri (2018)
- Carlo Mazzone (2019)
- Antonio Conte (2021)

Italiaanse veteraan
- Luigi Riva (2011)
- Dino Zoff (2012)
- Gianni Rivera (2013)
- Sandro Mazzola (2014)
- Marco Tardelli (2015)
- Paolo Rossi (2016)
- Bruno Conti (2017)
- Giancarlo Antognoni (2018)
- Gabriele Oriali (2019)
- Antonio Cabrini (2021)

Italiaanse scheidsrechter
- Pierluigi Collina (2011)
- Luigi Agnolin (2012)
- Paolo Casarin (2012)
- Sergio Gonella (2013)
- Cesare Gussoni (2013)
- Stefano Braschi (2014)
- Roberto Rosetti (2015)
- Nicola Rizzoli (2018)
- Alberto Michelotti (2019)
- Gianluca Rocchi (2021)

Italiaans voetbalbestuurder
- Adriano Galliani (2011)
- Giampiero Boniperti (2012)
- Massimo Moratti (2013)
- Giuseppe Marotta (2014)
- Corrado Ferlaino (2015)
- Silvio Berlusconi (2016)
- Sergio Campana (2017)
- Antonio Matarrese (2018)
- Antonio Percassi (2019)
- Giovanni Sartori (2019)

Buitenlandse voetballer
- Michel Platini (2011)
- Marco van Basten (2012)[2]
- Gabriel Batistuta (2013)
- Diego Maradona (2014)
- Ronaldo (2015)
- Falcão (2016)
- Ruud Gullit (2017)
- Javier Zanetti (2018)
- Zbigniew Boniek (2019)
- Karl-Heinz Rummenigge (2021)

Italiaanse voetbalster
- Carolina Morace (2014)
- Patrizia Panico (2015)
- Melania Gabbiadini (2016)
- lisabetta Vignotto (2017)
- Milena Bertolini (2018)
- Sara Gama (2019)
- Barbara Bonansea (2021)

Fair Play Award (ter ere aan Davide Astori)
- Igor Trocchia (2018)
- Mattia Agnese (2019)
- Romelu Lukaku (2019)
- Simon Kjær (2021)

Speciale award
- Gianni Brera (2018)

Postuum eerbetoon
- Ottorino Barassi (2011)
- Enzo Bearzot (2011)
- Fulvio Bernardini (2011)
- Giovanni Ferrari (2011)
- Artemio Franchi (2011)
- Giovanni Mauro (2011)
- Giuseppe Meazza (2011)
- Silvio Piola (2011)
- Vittorio Pozzo (2011)
- Gaetano Scirea (2011)
- Ferruccio Valcareggi (2011)
- Angelo Schiavio (2012)
- Concetto Lo Bello (2012)
- Valentino Mazzola (2012)
- Nereo Rocco (2012)
- Eraldo Monzeglio (2013)
- Giacomo Bulgarelli (2014)
- Ferruccio Novo (2014)
- Carlo Carcano (2014)
- Giacinto Facchetti (2015)
- Helenio Herrera (2015)
- Umberto Agnelli (2015)
- Giulio Campanati (2016)
- Cesare Maldini (2016)
- Nils Liedholm (2016)
- Stefano Farina (2017)
- Italo Allodi (2017)
- Renato Dall'Ara (2017)
- Árpád Weisz (2017)
- Azeglio Vicini (2017)
- Amedeo Amadei (2018)
- Giuseppe Viani (2018)
- Pietro Anastasi (2019)
- Luigi Radice (2019)
- Luigi Simoni (2021)
- Armando Picchi (2021)
- Romano Fogli (2021)
- Fino Fini (2021)
- Vujadin Boškov (2021)